# Cuaenlairat dorsivermell
El cuaenlairat dorsivermell (Cercotrichas leucophrys) és una espècie d'ocell de la família dels muscicàpids (Muscicapidae) pròpia de l'Àfrica subsahariana, especialment d'Àfrica oriental i austral. El seu estat de conservació es considera de risc mínim.